# Ctenus somaliensis
Ctenus somaliensis är en spindelart som beskrevs av Benoit 1979. Ctenus somaliensis ingår i släktet Ctenus och familjen Ctenidae.
Artens utbredningsområde är Somalia. Inga underarter finns listade i Catalogue of Life.